# (468379) 2016 FB56
(468379) 2016 FB56 es un asteroide perteneciente al cinturón de asteroides, descubierto el 10 de marzo de 2005 por el equipo Spacewatch desde el Observatorio Nacional de Kitt Peak (Arizona, Estados Unidos).